# Франческо Караччоло
Франческо Караччоло (італ. Francesco Caracciolo; 1752—1799) — адмірал Неаполітанського королівства, пізніше італійський революціонер.

## Біографія
Франческо Караччоло народився 18 січня 1752 року у місті Неаполі.
Вступивши на флот, бився у війні за незалежність США за Британської імперії.
В 1798 Караччоло конвоював кораблі, на яких король Неаполітанського королівства Фердинанд I і його дружина Марія Кароліна Австрійська втекли зі своїм почтом в Палермо. Під час бурі, що піднялася, лінійний корабель Королівського військово-морського флоту Великобританії «Vanguard», на якому знаходився король і яким керував британський адмірал Гораціо Нельсон, ледь не пішов на дно, тим часом як корабель Караччоло пройшов чудово. Похвали короля на адресу Караччоло викликали заздрість Нельсона, що надалі мало для Караччоло фатальні наслідки.

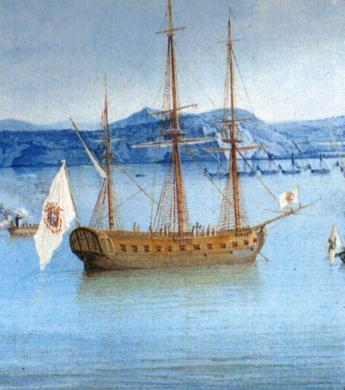

Отримавши від Фердинанда дозвіл повернутися з Сицилії до Неаполя, Караччоло прийняв покладені на нього Партенопейською республікою обов'язки морського міністра та командування над морськими силами (1799). За допомогою створеного ним флоту Караччоло вдало відбивав напади на Неаполь англо-сицилійської ескадри, поки місто не було взято з боку суші загонами повстанців під керівництвом кардинала Фабріціо Діоніджі Руффо.
За укладеним договором (15 червня) республіканцям обіцяна була повна свобода та недоторканність особи; проте договір незабаром було порушено, і Караччоло змушений був переховуватися, доки його не видав владі один із його слуг.
Нельсон наказав віддати Караччоло до суду неаполітанського військового трибуналу, який засудив Караччоло до довічного ув'язнення (суд проходив на борту британського корабля «Foudroyant», що викликає сумніви щодо легітимності цього суду). Вирок цей Нельсон скасував і велів повісити Франческо Караччоло на реї його власного фрегата «Мінерва». У проханні замінити принизливу для воєначальника повішення розстрілом Нельсон, дрібно відіграючись за стару образу, відмовив. 30 червня 1799 року, в день суду, страта відбулася (швидкість виконання вироку пов'язують і з впливом, що справляла на Нельсона його коханка Емма Гамільтон); з настанням ночі тіло Караччоло було скинуто в море, але потім він був похований у невеликій церкві Santa Maria della Catena .
На честь Караччоло був названий один з дредноутів італійського флоту.